# Simo Brofeldt

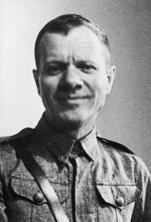
Simo Brofeldt.

Simo Antero Brofeldt, född 22 november 1892 i Kuopio, död 15 oktober 1942 i Helsingfors, var en finländsk kirurg. Han var brorson till Juhani Aho.
Brofeldt blev medicine och kirurgie doktor 1924, docent 1926, 1933 extraordinarie och 1939 ordinarie professor i kirurgi. Vid sidan av sitt arbete som uppskattad akademisk lärare och föreläsare var han mångsidigt verksam som sjukhusläkare och blev vid grundandet av Finlands Röda kors sjukhus i Helsingfors dess chef 1932. Den stora organisatoriska förmåga han här visade fick han användning för som kirurgisk inspektör för krigs- och fältsjukhusen under krigsåren 1939–1940 och 1941–1942 och som inspektör för invalidvården. Brofeldt gjorde även en betydande insats i kampen mot reumatismen som folksjukdom, som idrottsläkare och förespråkare för den finska bastun.